# 4692 SIMBAD
A 4692 SIMBAD (ideiglenes jelöléssel 1983 VM7) a Naprendszer kisbolygóövében található aszteroida. Brian A. Skiff fedezte fel 1983. november 4-én.